# Tomáš Wiesner
Tomáš Wiesner (* 17. července 1997 Praha) je český profesionální fotbalista, který hraje na pozici pravého obránce za americký klub Houston Dynamo FC. V roce 2021 odehrál také 3 utkání v dresu české reprezentace.

## Klubová kariéra
Wiesner je odchovancem Sparty. Debut odehrál 4. května 2016 v odvetě semifinále poháru proti Jablonci v utkání, kde Sparta kvůli šetření hráčů nastoupila s juniory a dorostenci.
V červenci 2016 byl poslán na 1,5roční hostování do druholigové Vlašimi. Za Vlašim debutoval 10. srpna 2016 v utkání druhého kola poháru proti Benátkám nad Jizerou. Druholigový debut odehrál 16. listopadu téhož roku na hřišti Znojma. V prvním utkání ročníku 2017/18 vstřelil gól Baníku Sokolov.
V únoru 2018 odešel na půlroční hostování do Liberce. Prvoligový debut odehrál 3. března 2018 proti Karviné. Sezonu 2018/19 začal ve Spartě a 22. října 2018 debutoval za Spartu v lize. Na podzim ještě nastoupil do čtyř ligových utkání a dvou pohárových.
V únoru 2019 odešel na 1,5roční hostování do Mladé Boleslavi. V červenci si ale vážně poranil koleno a do hry se už nedostal.
Houston Dynamo FC
V létě 2025 přestoupil do americkýho (Texas) týmu Houston Dynamo FC, hrající Major League Soccer (MLS) v Západní Konference.

## Reprezentační kariéra
Reprezentace se v srpnu 2021 potýkala s obrovským množstvím absencí (z kádru, který v létě odehrál Mistrovství Evropy chybělo 19 hráčů z 26), a v dodatečné nominaci byl do týmu trenérem Šilhavým pozván premiérově i Wiesner. Reprezentační debut si připsal 5. září v utkání kvalifikace na MS 2022 na hřišti Belgie, když v 77. minutě vystřídal Adama Hložka.